# Costa do Marfim nos Jogos Olímpicos de Verão de 1992
A Costa do Marfim competiu nos Jogos Olímpicos de Verão de 1992 em Barcelona, Espanha.

## Resultados por Evento

### Atletismo
Salto em altura feminino
- Lucienne N'Da
  - Classificatória — 1,79 m (→ não avançou)